# William Goldman

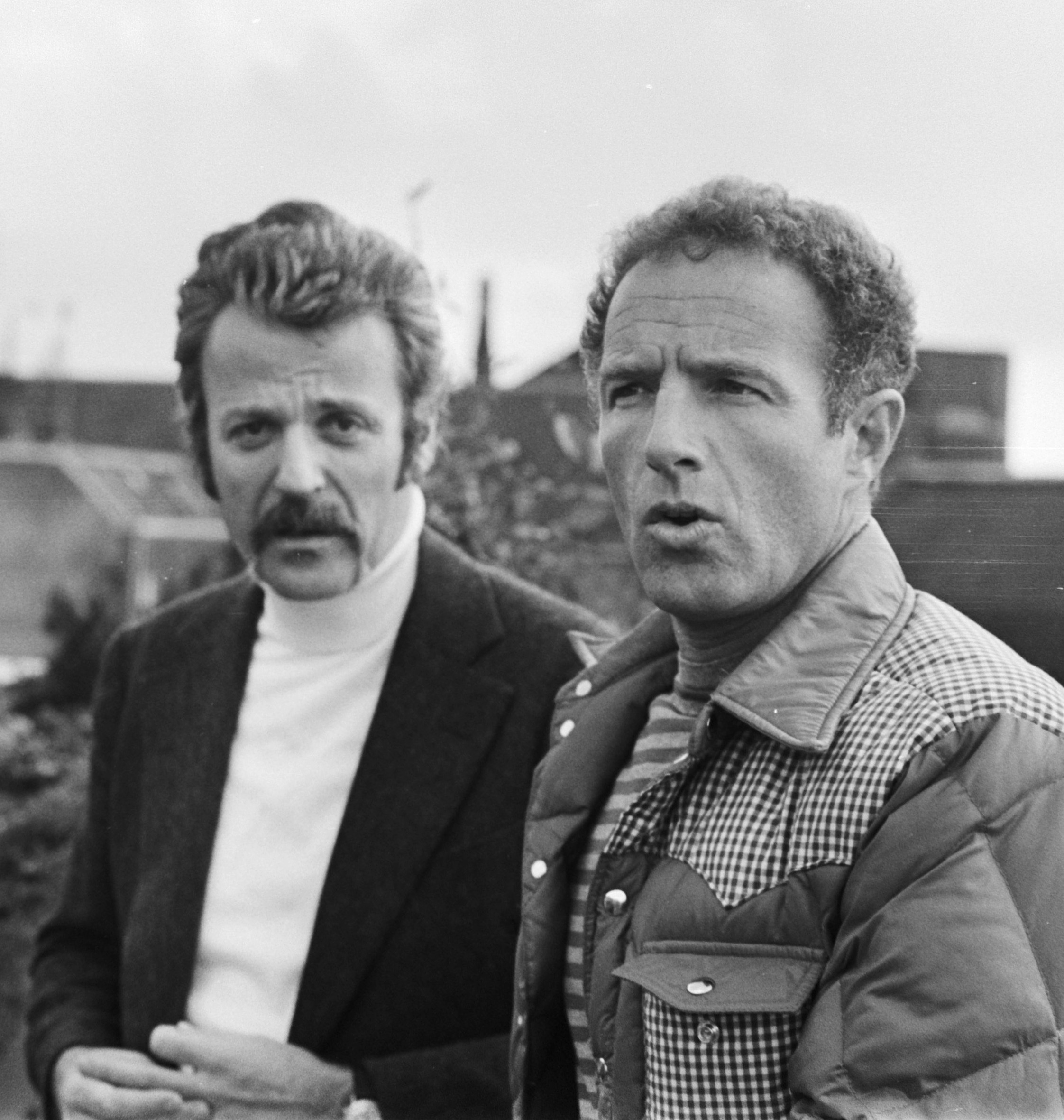
William Goldman och James Caan 1976.

William Goldman, född 12 augusti 1931 i Highland Park i Illinois, död 16 november 2018 i New York, var en amerikansk romanförfattare, manusförfattare, och dramatiker.
William Goldman växte upp i Highland Park, en förort till Chicago, och tog 1952 en fil.kand. vid Oberlin College och 1956 en fil.mag vid Columbia University. Han hade publicerat fem romaner och fått tre pjäser producerade på Broadway innan han flyttade till Hollywood för att skriva filmmanus, inklusive flera baserade på sina egna romaner. Under 1980-talet skrev han en serie memoarer om sitt liv på Broadway och i Hollywood. I en av dessa skrev han om folket i Hollywood att "Nobody knows anything". Han återvände till filmvärlden med filmen Bleka dödens minut (1987), en adaption av en av hans romaner. Han kallades ofta in som manusdoktor vid problemfyllda projekt.
Simon Morgenstern är en pseudonym och ett berättargrepp som Goldman använde i boken bakom Bleka dödens minut. Goldman påstod att S. Morgenstern är den egentlige författaren bakom boken och att Goldman bara återberättar den klassiska historien för den amerikanska publiken.
Goldman vann två Oscarstatyetter: en för bästa originalmanus (Butch Cassidy och Sundance Kid) och en för bästa manus efter förlaga (Alla presidentens män).
Han var gift med Ilene Jones tills deras skilsmässa 1991. Till skillnad från den fiktiva biografin i Bleka dödens minut har han två döttrar och inga söner.

## Verk

### Broadway
- Blood, Sweat, and Stanley Poole (med James Goldman)
- A Family Affair (sångtexter; efter en bok av James Goldman, musiken skrevs av John Kander) (1962)

### Filmmanus
- 1965 – För många agenter (med Michael Relph)
- 1966 – Harper – En kille på hugget
- 1969 – Butch Cassidy och Sundance Kid (Oscarbelönades)
- 1972 – Fyra smarta bovar
- 1975 – Fruarna i Stepford
- 1975 – Tid för hjältar
- 1976 – Maratonmannen
- 1976 – Alla presidentens män (Oscarbelönades)
- 1977 – En bro för mycket
- 1978 – Magic
- 1987 – Heat
- 1987 – The Princess Bride
- 1990 – Lida
- 1992 – Den osynlige mannen
- 1992 – Year of the Comet
- 1992 – Chaplin
- 1994 – Maverick
- 1996 – The Chamber
- 1996 – Savannens härskare
- 1997 – Otäcka odjur (ej med i eftertexterna)
- 1997 – Absolut makt
- 1999 – Generalens dotter
- 2001 – Hjärtan i Atlantis
- 2003 – Drömfångare

### Television
- Mr. Horn (1979)

### Romaner
- The Temple of Gold (1957)
- Your Turn to Curtsy, My Turn to Bow (1958)
- Soldier in the Rain (1960)
- Boys and Girls Together (1964)
- No Way to Treat a Lady (1964)
- The Thing of It Is... (1967)
- Father's Day (1971)
- The Princess Bride (1973)
- Maratonmannen (1974)
- Illusionisten (Magic: A Novel) (1976)
- Tinsel: A Novel (1979)
- Control (1982)
- The Silent Gondoliers (1983)
- The Color of Light (1984)
- Heat (1985)
- Brothers (1986)
- William Goldman's Boys & Girls Together

### Facklitteratur och memoarer
- The Season: A Candid Look at Broadway (1969)
- The Story of 'A Bridge Too Far' (1977)
- Adventures in Screenwriting
- Adventures in the Screen Trade: A Personal View of Hollywood and Screenwriting (1983)
- Wait Till Next Year (med Mike Lupica) (1988)
- Which Lie Did I Tell? (More Adventures in the Screen Trade) (2000)
- Hype and Glory (1990)
- Four Screenplays (1995)
  - Marathon Man, Butch Cassidy and the Sundance Kid, The Princess Bride och Misery, med en uppsats om varje manus
- Five Screenplays (1997)
  - All the President's Men, Magic, Harper, Maverick och The Great Waldo Pepper, med en uppsats om varje manus
- The Big Picture: Who Killed Hollywood? and Other Essays (2001)

### Barnböcker
- Wigger (1974)

### Övriga
- New World Writing Number 17 (1960) – en samling berättelser, dikter och artiklar av flera författare, med en 11-sidors berättelse kallad "Da Vinci" av Goldman
- The Craft of the Screenwriter av John Brady (1981) – innehåller ett porträtt av Goldman och en längre intervju med honom om hans jobb
- The Movie Business Book av James E. Squire (redaktör) (1992) – inklusive en "As Told By"-artikel av William Goldman
- Writers on Directors av Susan Gray (1999) – Goldman skriver om Rob Reiner och Norman Jewison
- The First Time I Got Paid For It: Writers' Tales From the Hollywood Trenches (2000) – med förord av Goldman